# Karl Robert Eduard von Hartmann
Pour les articles homonymes, voir Hartmann.

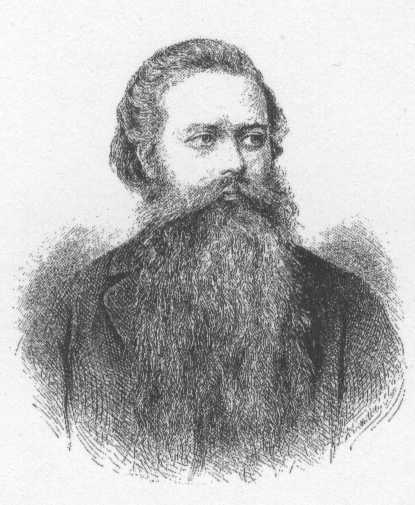
Eduard von Hartmann, vers 1875.

Karl Robert Eduard von Hartmann est un philosophe allemand né le 23 février 1842 à Berlin et mort le 5 juin 1906 à Grosslichterfelde. Son ouvrage principal, Philosophie de l'Inconscient, paru en 1869, affirme l'existence d'un inconscient psychique universel. Influencé par Schopenhauer et par Hegel, von Hartmann est à la fin du XIXe siècle le principal représentant du pessimisme philosophique en Allemagne.

## Biographie
Eduard von Hartmann est le fils du général d'artillerie prussien Robert von Hartmann (de), mort en 1876. Entré en 1858 dans le 1er régiment d'artillerie de la Garde, il se préparait à une carrière militaire au service du Royaume de Prusse lorsque, à la suite d'une arthrite au genou, ayant alors le grade de premier lieutenant d'artillerie, il fut contraint de quitter le service et de rentrer dans la vie civile à Berlin, en 1864. Ayant déjà montré dans l'armée un penchant pour la littérature et la poésie, il commence en 1864 la rédaction de son ouvrage : Philosophie de l'Inconscient. Après s'être essayé également à la musique et à la peinture, il étudie la philosophie, en particulier Schopenhauer, Hegel et Schelling. Sa théorie personnelle, qui tente d'harmoniser les doctrines de ces trois grands auteurs, soulève de grandes discussions, qui sont résumées dans le livre de Olga Plumacher : Der Kampf ums Unbewusste (« La lutte de l'inconscient »). 
Hartmann obtient en 1867 le titre de docteur en philosophie à l'Université de Rostock, mais pour des raisons de santé et pour conserver son indépendance, il refuse les offres d'enseignement provenant de différentes universités allemandes. Sa femme Agnès, née Taubert, publie en 1873 : Der Pessimismus und seine Gegner (« Le pessimisme et ses ennemis »).  À partir de 1885, il se retire à Grosslichterfelde, près de Berlin, où il termine sa vie. Hartmann décède le 5 juin 1906 dans sa ville natale. Il est enterré dans une tombe d'honneur de la ville de Berlin au cimetière de Columbiadamm.

## Philosophie de l'Inconscient
Eduard von Hartmann publie, en 1869, Philosophie de l'Inconscient : Recherche d'une conception du monde (en allemand : Philosophie des Unbewußte: Versuch einer Weltanschauung), qui lui procura immédiatement la célébrité, mais suscita également des réactions enflammées. Cet ouvrage est resté à la base de ses travaux qui portent sur la morale, la philosophie de la religion, les questions politiques et sociales, et, en dernier lieu, sur la théorie de la connaissance et sur l'histoire de la métaphysique. Il y établit, à la racine de la réalité, un principe de non-conscience, l'Inconscient (das Unbewußte) qui est comparable à l'Esprit absolu de Hegel. Il est une activité omniprésente, sorte d' « âme universelle » et d'esprit intemporel. Hartmann soutient dans cette perspective une conception panpsychiste du monde, attribuant une forme d'esprit à toute réalité. 
D'après Hartmann, et à la différence de la Volonté aveugle de Schopenhauer, l'Inconscient est aussi idée ou représentation, bien que ce type de représentation échappe à la conscience. Il insiste sur le caractère original de la représentation inconsciente qui serait à l’œuvre dans l'instinct : il ne s'agit pas d'un vague pressentiment, mais d'une vision claire (Hellsehen). Le point de départ de cette conception est l'observation des êtres vivants, en particulier de leurs fonctions organiques et de leurs instincts. Ces instincts supposent une intelligence qui est bien supérieure à la nôtre par ses connaissances, son habileté et la rapidité de sa décision, mais qui pourtant est sans conscience. Ainsi, l'abeille, « sans avoir jamais vu la vie, porte en elle la représentation inconsciente de la cellule hexagonale avec une précision d'une demi-minute d'angle. » La vie nous révèle donc un Inconscient intelligent et doué de volonté. 
Cet inconscient ne doit pas être interprété comme un degré inférieur de la conscience. Hartmann considère en effet l'inconscient comme l'expression d'une force vitale supérieure. Il ne s'agit pas non plus d'un processus mental simplement inconscient comme le serait la conservation d'une image dans la mémoire. Il n'admet pas même cette possibilité : ce qui se conserve dans la mémoire n'est pour lui qu'un état organique. Il conçoit plutôt la séparation de la notion de réalité psychique de celle de conscience ; à côté du psychique conscient, il y a un psychique inconscient dont la supériorité nous est révélée par les fonctions organiques, mais aussi par l'inspiration artistique, et enfin par les « fonctions catégoriales » (au sens kantien) qui, comme l'aurait déjà compris Kant, donnent forme à l'expérience avant toute conscience.
La philosophie de l'Inconscient est, chez Hartmann, pessimiste et tragique. Influencé à la fois par Hegel et par Schopenhauer, il affirme que l'évolution de l'histoire va dans le sens du développement de l'Idée et de sa prévalence sur la Volonté (inconsciente). Mais c'est bien la Volonté considérée en tant que principe irrationnel qui a produit le monde. Celui-ci est de ce fait inévitablement empli de maux et de douleurs que l'on ne saurait extirper. Le développement progressif de l'Idée signifie la conscience progressive de ces maux et de leur caractère inévitable, et non leur remplacement par la conscience. Le « Suicide cosmique » apparaîtra dès lors comme l'unique solution finale pour le genre humain parvenu à la pleine conscience, bien qu'un tel dénouement eût été préférable, selon Hartmann, au début même du processus cosmique. Comme pour Schopenhauer, la conscience, avec ses degrés divers jusqu'à l'homme, est un des moyens d'atteindre cet anéantissement final.

## Philosophie religieuse
Le Dieu de Hartmann est un Dieu qui a besoin d'être sauvé. En créant le monde, il a agi d'une manière irrationnelle, par sa pure volonté et sans intelligence. Cette position rappelle la tradition théosophique d'après laquelle il incombe à l'homme, avec sa conscience, de racheter la faute divine d'avoir préféré la création au néant. D'abord pure volonté, pure force créatrice, Dieu se sauve par le principe intelligent qui introduit dans la création la conscience qui rachète la faute. 
Hartmann se montre critique envers les religions instituées, particulièrement envers le christianisme et son Dieu personnel. Il exprime à la fois son antipathie pour l'optimisme et le « déisme trivial » du protestantisme libéral, et son goût pour une forme de panenthéisme avec son Dieu impersonnel mais inclusif, « seul capable de nous sauver, parce que seul capable d'être en nous et nous en lui. ». Il pense avoir trouvé dans l'Inconscient un principe qui joue le rôle de ce Dieu impersonnel et inclusif.

## Téléologie, mécanisme, nécessité logique
Pour Hartmann, l'émergence originelle de l'être ne s'explique par aucune fin ni plan prédéterminé. En tant que créateur du monde, l'Inconscient est pure volonté et procède sans raison. Mais comme l'Inconscient est aussi intelligence, il y a dans le monde créé une finalité qui s'étend non seulement à la structure des choses (elle est particulièrement manifeste au sein des organismes vivants), mais au cours du monde tout entier. Le cours du monde compense l'irrationalité de son existence par une tendance rationnelle au non-être et à la destruction.
Hartmann insiste sur la nécessité de concilier téléologie et mécanisme, à la lumière d'« un principe supérieur d'unité » dont ils ne sont que deux aspects différents : la nécessité logique. Téléologie et mécanisme s'impliquent l'un l'autre selon une nécessité logique ; aucun de ces processus ne peut se réaliser sans que ne se réalise l'autre. Les philosophes et les savants doivent reconnaître cette « union de la causalité mécanique et de la téléologie dans le principe supérieur de la nécessité logique, qui annule et renferme tout l'ensemble des lois organiques aussi bien au point de vue causal qu'au point de vue téléologique ».

## Critique du darwinisme

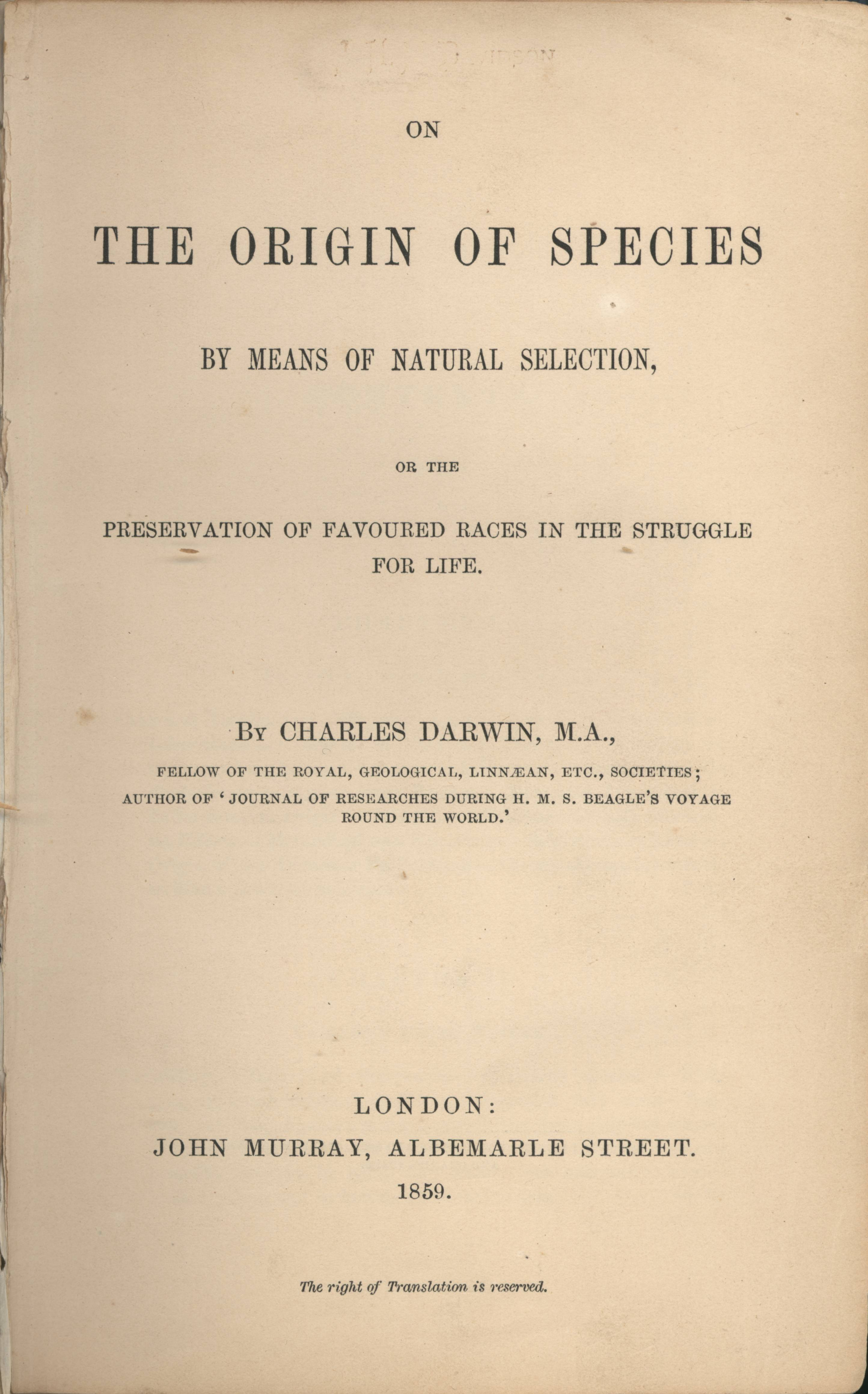
Couverture de L'Origine des espèces (1859) de Charles Darwin.

Les  critiques de Hartmann à l'égard du darwinisme sont contenues pour l'essentiel dans Le darwinisme, ce qu'il y a de vrai et de faux dans cette théorie (Wahrheit und Irrthum im Darwinismus. Eine kritische Darstellung der organischen Entwickelungstheorie). Les erreurs du darwinisme dérivent, selon lui, « de ce qu'une idée relative a été considérée comme absolue ; de ce qu'une proposition, vraie entre certaines limites, a été étendu au-delà de ses limites, et de ce qu'un principe d'explication admissible jusqu'à un point donné, a été exagéré dans ses conséquences ». 
Pour lui, la théorie darwinienne de la descendance correspond à « la portion absolument vraie, inébranlable, du darwinisme », et il l'a admise « comme partie intégrante » de son système en 1869 dans la Philosophie de l'Inconscient ; mais les principes de la sélection naturelle et de la sélection sexuelle ont été, déclare-t-il, étendus « au-delà des limites entre lesquelles ils peuvent valoir comme explication ». Hartmann tente donc de distinguer le vrai du faux au sein du darwinisme, en fonction de ce qui est ou non compatible avec sa propre conception téléologique de l'évolution. Ce qui est incompatible avec sa conception, c'est essentiellement la sélection naturelle, purement hypothétique selon lui, et sur laquelle a été édifiée une cosmogonie mécaniste et matérialiste, « un ensemble complexe d'hypothèses, qui ne reposent que sur la tendance générale à remplacer par une somme d'actions mécaniques, extérieures, fortuites, l'idée d'une évolution organique, interne, s'opérant suivant un plan déterminé. » La sélection naturelle peut certes améliorer l'efficacité d'un organe à réaliser sa fonction, mais non pas produire des nouveautés morphologiques.
Hartmann affirme l'existence d'une « loi de l'évolution interne de la vie organique ». Soutenant une évolution mue par une « impulsion qui s'exerce de dedans en dehors » et niant l'efficacité évolutive des influences provenant de l'environnement, il critique la notion d'hérédité des caractères acquis. Il substitue à l'idée d'accumulation lente et graduelle de modifications infinitésimales, le principe d'une modification embryogénique brusque, sur le modèle de la « génération hétérogène » de Albert von Kölliker. C'est cette modification qui serait responsable du saut qualitatif par lequel se réalise un véritable progrès morphologique, tandis que l'évolution graduelle de Darwin peut seulement faire varier le type morphologique dans des limites qui lui sont propres et, tout au plus, « préparer le terrain » de la génération hétérogène.

## Entre philosophie et psychologie: théorisation de l'inconscient
Eduard von Hartmann est celui qui a popularisé à la fin du XIXe siècle la notion d'inconscient dans les milieux intellectuels avant même que Sigmund Freud et la psychanalyse n'emploient à leur tour cette notion. La Philosophie de l'Inconscient de von Hartmann est antérieure d'une trentaine d'années aux premières œuvres de  Freud sur l'inconscient. Elle était lue et connue universellement dans le milieu intellectuel où allait émerger la psychanalyse.
Pour le philosophe Yvon Brès, il y a de ce fait, en plus d'une dette de Freud envers Hartmann, une certaine correspondance entre l'inconscient freudien et celui qu'évoque Hartmann. Cependant, l'inconscient qu'envisage Hartmann est une notion d'ordre philosophique tandis que celle de Freud est d'ordre psychologique. Ensuite, l'inconscient chez Hartmann est « métaphysique et intemporel », il ne peut être cause de maladie (c'est au contraire de lui que peut venir toute guérison), il ignore le refoulement. Enfin, l'inconscient hartmannien n'est pas l'inconscient individuel, et sa finalité est non pas la délivrance personnelle mais la délivrance universelle. Dans la conception hartmannienne, la finalité de l'inconscient consiste dans « l'abandon total de la personnalité au processus universel afin que puisse être atteint le but de ce processus qui est la délivrance générale du monde ».
Yvon Brès pense également qu'il serait « regrettable que l’on ne lût Hartmann que comme un précurseur plus ou moins avéré de Freud »: Eduard von Hartmann, en effet, « a aussi – et il aurait revendiqué – une place dans l’histoire générale de la philosophie et de la psychologie ». Mais il donne l'impression, dit Yvon Brès, d'un « éclectisme assez flou » qui le fait « identifier à son Inconscient le Dieu de Leibniz, le monde intelligible de Kant, l’unité totale de Schelling », tout en cherchant à « réconcilier Hegel, Schelling et Schopenhauer ». Et son livre sur l'Inconscient serait plutôt à considérer comme un point de rencontre entre deux processus : il y aurait du côté philosophique, « la marche discrète de la notion d’inconscient chez les postkantiens les plus connus (J.-G. Fichte, Hegel, Schelling, Schopenhauer) », et du côté psychologique, « un effort plus structuré de théorisation autour de la notion chez des auteurs à préoccupations plus psychologiques et psychiatriques (Heinroth, Carus, I. H. Fichte) ».

## Publications
- Über die dialektische Methode, Berlin, 1868.
- Schellings positive Philosophie als Einheit von Hegel und Schopenhauer, 1869.
- Die Philosophie des Unbewussten, Berlin, 1869; traduit de l'allemand par Désiré Nolen sous le titre Philosophie de l'Inconscient, Paris, éd. Germer Baillière, coll. « Bibliothèque de philosophie contemporaine », 1877.
- Das Ding an sich und seine Beschaffenheit, Berlin, 1871.
- Gesammelte philosophische Abhandlangen zur Philosophie des Unbewussten, 1872.
- Erläuterungen zur Metaphysik des Unbewußten, Berlin, 1874.
- Neukantianismus, Schopenhauerianismus und Hegelianismus, Berlin, 1874.
- Die Selbstzersetzung des Christentums und die Religion der Zukunft, Berlin, 1874.
- Le darwinisme, ce qu'il y a de vrai et de faux dans cette théorie, Paris, Germer Baillière, coll. « Bibliothèque de philosophie contemporaine », Paris, 1877 (Wahrheit und Irrtum im Darwinismus, Berlin, 1875).
- Kirchmanns erkenntnistheoretischer Realismus, Berlin, 1875.
- Zur Reform des höhern Schulwesens, Berlin, 1875.
- La religion de l'avenir, Paris, Germer Baillière, coll. « Bibliothèque de philosophie contemporaine », 1876.
- Gesammelten Studien und Aufsätzen, Berlin, 1876.
- Kritische Grundlegung des transzendentalen Realismus, 1877.
- Phänomenologie des sittlichen Bewusstseins, Berlin, 1878.
- Zur Geschichte und Begründung des Pessimismus, Berlin, 1880.
- Die Krisis des Christentums in der modernen Theologie, Berlin, 1880.
- Die politischen Aufgaben und Zustände des Deutschen Reichs, Berlin, 1881.
- Das religiöse Bewusstsein der Menschheit im Stufengang seiner Entwickelung, Berlin, 1882.
- Die Religion des Geistes, Berlin, 1882.
- Das Judenthum in Gegenwart und Zukunft, Leipzig, 1885.
- Philosophische Fragen der Gegenwart, Leipzig, 1885.
- Der Spiritismus, Leipzig, 1886.
- Die deutsche Ästhetik seit Kant, Berlin, 1886.
- Die Philosophie des Schönen, Berlin, 1887.
- Moderne Probleme, Leipzig, 1888.
- Histoire de la métaphysique, 1899.
- La Psychologie moderne, 1906.

### Essais
- Aphorismen über das Drama, 1870.
- Über Shakespeares Romeo und Julia, 1874.

### Sous le pseudonyme de Karl Robert
- Dramatische Dichtungen: Tristan und Isolde; David und Bathseba, Berlin 1871.